# Nectiopoda
Los nectiópodos (Nectiopoda) son un orden de crustáceos de la clase Remipedia.
- Datos: Q4022247
- Multimedia: Nectiopoda / Q4022247
- Especies: Nectiopoda